# Доррис, Майкл
Майкл Энтони Доррис (англ. Michael Dorris; 30 января 1945 — 10 апреля 1997) — американский писатель и учёный-индианист, занимавшийся историей и литературой коренного населения США. Доррис утверждал, что является потомком американских индейцев, но эти сведения так и остались не подтверждёнными. Его наиболее известными произведениями являются мемуары «The Broken Cord» (1989), а также роман «A Yellow Raft in Blue Water» (1987). Доррис был женат на писательнице Луизе Эрдрих (англ. Louise Erdrich). Он покончил с собой в 1997. Его роман «The Broken Cord», который завоевал в 1989 году Национальную книжную премию в номинации нехудожественной прозы, содействовал продвижению в Конгрессе США законопроекта по предупреждению употребления алкоголя во время беременности.

## Биография
Родился в городе Луисвилл (шт. Кентукки) в семье Джима и Мэри Доррис. Сам Доррис утверждал, что имеет индейские (Модоки), ирландские и французские корни. Однако документально его индейское происхождение не было подтверждено, также он не был зарегистрирован как член какого-либо из известных федеральным властям племён.
Майкл Доррис учился в Джорджтаунском университете, который окончил в 1967 году, получив степень бакалавра. Затем защитил степень магистра в Йельском университете в 1970 году. В 1972 году Доррис устроился на факультет изучение коренного населения США в Дартмутском колледже.
В 1971 году он стал первым холостым мужчиной США, усыновившем ребёнка. Его приёмный сын, трёхлетний мальчик из племени лакота по имени Рэйнольд Абель, страдал от последствий Алкогольного синдрома плода. Именно последовавшая борьба Дорриса за здоровье ребёнка, уход и сопряжённые с этим трудности, легли в основу знаменитого произведения Дорриса «The Broken Cord». В нём он зменил имя сына на Адам. На этом Доррис не остановился и взял ещё двоих приёмных детей индейских кровей: Джефри Сава в 1974 году и Мадэлин Ханна в 1976 году, которые также страдали фетальным алкогольным синдромом.
В 1981 году Майкл Доррис женился на Луизе Эрдрих, писательнице американо-немецкого происхождения, с которой он познакомился в Дартмуте. Она усыновила всех приёмных детей Майкла Дориса, а также родила ему трёх дочерей, Персию Андромеду, Паллу Антигону и Азу Мэрион. Пара переехала в Миннесоту. Эрдрих и Доррис помогали друг другу в литературном творчестве, а также писали вместе под псевдонимом Милу Норт (англ. Milou North).

### Самоубийство
В 1991 году Рэйнольда Абеля насмерть сбила машина. В 1995 году Доррис и Эрдрих безуспешно судились со своим сыном Джеффри Сава, который обвинил их в применении насилия. Вскоре после этого супруги расстались, а ещё через некоторое время развелись. 10 апреля 1997 года Доррис покончил с собой, применив удушение в комбинации с алкоголем и наркотиками, в гостинице Brick Tower Motor Inn в Конкорде (штат Нью-Гэмпшир). Незадолго до его смерти, стало очевидным, что вскоре последуют обвинения в сексуальном насилии от одной из его дочерей. В разговоре с друзьями Доррис уверял, что невиновен, но не верит, что система американского правосудия освободит его от ответственности. С его смертью расследование возможного сексуального надругательства было закрыто, а обвинения остались без рассмотрения.

## Произведения
- Native Americans Five Hundred Years After (с фотографиями Джозеф Фарбера, 1975)
- A Guide to Research on North American Indians (в соавторстве с Мэри Билер и Арлин Хиршфельдер, 1983)
- A Yellow Raft in Blue Water (1987)
- The Broken Cord: Fetal Alcohol Syndrome and the Loss of the Future (1989)
- The Crown of Columbus (в соавторстве с Луизой Эрдрих, 1991)
- Route Two and Back (в соавторстве с Луизой Эрдрих, 1991)
- Morning Girl (1992)
- Working Men (1993)
- Rooms in the House of Stone (1993)
- Paper Trail (Эссе, 1994)
- Guests (1995)
- Sees Behind Trees (1996)
- Cloud Chamber (1997)
- The Window (1997)
- The Most Wonderful Books: Writers on Discovering the Pleasures of Reading (1997)